# Kleiner Ravensberg
Der Kleine Ravensberg in der Potsdamer Heide ist mit 114,2 m ü. NHN die höchste Erhebung im Potsdamer Stadtgebiet. Er gehört zum Saarmunder Endmoränenbogen, einer Eisrandlage während der Weichsel-Eiszeit und liegt direkt südlich der Potsdamer Ortsteile Teltower und Templiner Vorstadt im Waldgebiet Ravensberge, das Bestandteil des Landschaftsschutzgebietes Potsdamer Wald- und Havelseengebiet ist. Das Stadtzentrum befindet sich etwa vier Kilometer nördlich.
Am Kleinen Ravensberg stehen ein 36 Meter hoher Feuerwachtturm und die Ruine des turmartigen „Mirenhauses Süd“ des GeoForschungsZentrum Potsdam. Die Aussicht von der Bergkuppe ist zugewachsen. Es bieten sich nur wenige Ausblicke in nordöstlicher Richtung zu den östlichen Stadtteilen Potsdams, zum Kraftwerk Berlin-Lichterfelde und in östlicher Richtung bis zu den Müggelbergen.
Über den Berg führt der Europäische Fernwanderweg E 10. Der nur 108 Meter hohe Große Ravensberg liegt etwa 1,2 km südlich des Kleinen Ravensberges.